# Marouette mandarin
Porzana paykullii
Espèce
Statut de conservation UICN

 NT  : Quasi menacé
Synonymes
- Porzana paykullii

La Marouette mandarin (Zapornia paykullii, anciennement Porzana paykullii) est une espèce d'oiseaux de la famille des Rallidae.

## Répartition
Cet oiseau niche en Manchourie et l'est de la Chine ; son aire d'hivernage dissoute s'étend à travers la Corée du Sud, le littoral chinois, Taïwan et l'Asie du Sud-Est.